# Корсини, Андрей
Андре́й Корси́ни (итал. Andrea Corsini; 30 ноября 1301, Флоренция, Флорентийская республика — 6 января 1373, Фьезоле, Флорентийская республика) — иерарх Римско-католической церкви — 38-й епископ Фьезоле, священник и монах ордена братьев Блаженнейшей Девы Марии с горы Кармил (O.Carm.), святой.

## Биография

### Семья и ранние годы
Андреа Корсини родился 30 ноября 1301 года во Флоренции — столице Флорентийской республики, в состоятельной и влиятельной семье Николы Корсини и Пеллегрины, урождённой Страччабенде (в некоторых источниках Джемма дельи Стаччабенде). По благословению матери, в возрасте пятнадцати лет он избрал монашеское призвание, отказавшись от брака и состояния. Согласно преданию, мать рассказала ему о сне, который увидела перед его рождением. В том сне она родила волка, который затем превратился в ягнёнка. Заносчивый и гордый Андреа Корсини понял значение сна матери, и покаявшись, решил принять монашеский постриг.

### Монах
В 1318 году он вступил в монастырь кармелитов во Флоренции, где спустя десять лет был рукоположён в священники. Некоторое время Андреа Корсини проповедовал во Флоренции, затем руководство ордена направило его в Парижский университет, где в течение трёх лет он изучал теологию и философию.
По возвращении на родину в 1337 году его назначали приором монастыря кармелитов во Флоренции. Вскоре Андреа Корсини стал известен в родном городе как выдающийся проповедник и духовник. В нём открылся дар видения сердец (чтения помыслов) и чудотворца. Во время эпидемии чумы он героически ухаживал за больными соотечественниками.
В 1348 году на генеральном капитуле в Меце его избрали провинциалом ордена в Тоскане. Через год, Андреа Корсини посвятили в епископы Фьезоле. Узнав о таком намерении руководства Церкви, он укрылся в скиту, считая себя недостойным такой чести. Однако его обнаружили, и Андреа Корсини подчинился решению римского папы.

### Епископ
За время управления епархией им были восстановлены и построены многие храмы в епархии, повышен культурный и образовательный уровень духовенства. В 1372 году им было основано Братство Святейшей Троицы, ставшее предтечей современных духовных семинарий. Подвизаясь по всей строгости Устава кармелитов, Андреа Корсини организовал в епархии множество благотворительных учреждений для помощи всем в ней нуждавшимся.
Не раз для этих целей он приходил в Авиньон, где в то время находилась резиденция римских пап, испрашивая у них благословение или прося о содействии в установлении мира между приходами и монастырями, семьями и отдельными лицами. Жители Флоренции, Прато и Пистои чтят его память как миротворца. Папа Урбан V в 1368 году назначил его апостольским легатом и направил в Болонью с миссией установить мир в этом городе. Скончался Андреа Корсини во Флоренции в ночь перед Богоявлением, 6 января 1373 года, во время молитвы.

## Почитание
Почитание Андрея Корсини началось сразу после его смерти. Жители Флоренции призвали святого епископа в дни битвы при Ангьяри 29 июня 1440 года против войск Висконти, во главе с Никколо Пиччинино. Андрей Корсини явился им и обещал победу, что и случилось. С того времени он почитается одним из покровителей города. 21 апреля 1440 году папа Евгений IV причислил Андрея Корсини к лику блаженных. 22 апреля 1629 года папа Урбан VIII канонизировал его. В 1737 году папа Климент XII, в миру Лоренцо Корсини, в честь своего святого родственника возвёл капеллу при базилике святого Иоанна Богослова на Латеранском холме в Риме.
Литургическая память ему совершается 4 февраля. Как покровителя города во Флоренции память святого празднуют  6 января, а 9 января — во всех орденах и институтах кармелитов.